# 南卡江
南卡江，发源于缅甸掸邦靠近中缅边境的杨岩东部山区，上游称南锡河，流經缅甸佤邦勐冒县龍潭區、中国云南省西盟佤族自治縣岳宋乡，左纳南弄河后成为中缅界河，沿峡谷南流21.1千米，左纳南康河称南卡江，向南流，在孟連傣族拉祜族佤族自治縣勐马镇左纳南马河，转东折西流淌约7千米后进入缅甸佤邦勐能縣、邦康，最後在佤邦Wan Ta-sing附近注入薩爾溫江，是缅甸佤邦第二長河，僅次於薩爾溫江。中国境内河长93千米，集水面积2268.3平方千米，多年平均径流量26.47亿立方米，水力资源理论蕴藏量31.06万千瓦。